# Episodi di Billions (quarta stagione)
La quarta stagione della serie televisiva Billions, composta da dodici episodi, è stata trasmessa sul canale statunitense via cavo Showtime dal 17 marzo al 9 giugno 2019.
In Italia la stagione è andata in onda sul canale satellitare Sky Atlantic dal 10 maggio al 14 giugno 2019.
| n° | Titolo originale               | Titolo italiano                      | Prima TV USA   | Prima TV Italia |
| -- | ------------------------------ | ------------------------------------ | -------------- | --------------- |
| 1  | Chucky Rhoades's Greatest Game | La miglior partita di Chucky Rhoades | 17 marzo 2019  | 10 maggio 2019  |
| 2  | Arousal Template               | La riconquista del potere            | 24 marzo 2019  | 10 maggio 2019  |
| 3  | Chickentown                    | L'uomo dei polli                     | 31 marzo 2019  | 17 maggio 2019  |
| 4  | Overton Window                 | La finestra di Overton               | 7 aprile 2019  | 17 maggio 2019  |
| 5  | A Proper Sendoff               | Un saluto adeguato                   | 14 aprile 2019 | 24 maggio 2019  |
| 6  | Maximum Recreational Depth     | Massima profondità ricreativa        | 21 aprile 2019 | 24 maggio 2019  |
| 7  | Infinite Game                  | Il gioco infinito                    | 28 aprile 2019 | 31 maggio 2019  |
| 8  | Fight Night                    | Sfida sul ring                       | 5 maggio 2019  | 31 maggio 2019  |
| 9  | American Champion              | Paladino d'America                   | 12 maggio 2019 | 7 giugno 2019   |
| 10 | New Year's Day                 | Il primo dell'anno                   | 26 maggio 2019 | 7 giugno 2019   |
| 11 | Lamster                        | Il latitante                         | 2 giugno 2019  | 14 giugno 2019  |
| 12 | Extreme Sandbox                | Giochi estremi                       | 9 giugno 2019  | 14 giugno 2019  |

## La miglior partita di Chucky Rhoades
- Titolo originale: Chucky Rhoades's Greatest Game
- Diretto da: Colin Bucksey
- Scritto da: Brian Koppelman e David Levien

### Trama
Wags si reca all'ambasciata del Qadir per affari, ma viene rinchiuso dentro una stanza blindata.
27 ore prima. Chuck lavora in proprio come consulente, ma avendo perso i suoi agganci gli risulta difficile accontentare i clienti. Charles sprona il figlio a lottare per difendere la propria immagine, oltre al buon nome della famiglia Rhoades. Volendo si sarebbe liberato il posto di procuratore dello Stato di New York, dopo la promozione di Epstein, ma Chuck è consapevole che non sarà facile schivare il fuoco di fila di Jeffcoat. Dopo aver costretto i suoi dipendenti a firmare una stringente clausola anticoncorrenza, Axe licenzia Rudy per aver partecipato al picnic della Taylor Mason Capital (Tmc) e avverte che d'ora in avanti tutti dovranno schierarsi convintamente dalla sua parte, facendo gruppo e condividendo ogni informazione. Bryan giura come nuovo procuratore generale del Distretto Sud e Jeffcoat vuole che ponga rimedio ai disastri combinati dal suo predecessore. Taylor valuta l'assunzione di Mick Danzig, ex analista della Axe Capital che potrebbe rivelarsi una pedina utile per agire contro il loro vecchio capo. Sara Hammon, il direttore operativo della Tmc, lavora per addolcire l'immagine di Taylor che rischia di scoraggiare nuove risorse a salire a bordo. Wags incontra Farhad, il factotum dello sceicco del Qadir, per ottenere il diritto di trattare il suo fondo sovrano, ma si è ben lontani dal raggiungere un accordo. Uscito dalla stanza, Wags si sorprende nel vedere Taylor in abiti femminili entrare dopo di lui. Axe non vuole che Taylor gli soffi il Qadir e Wags gli assicura che riuscirà a ottenere il contratto con lo sceicco.
Presente. Chuck deve procurare il porto d'armi a Larry Brogan, un importante cliente mandatogli da suo padre. Lo Stato di New York ha una legislazione molto rigida in materia di porto d'armi, ma Chuck è consapevole della necessità di accontentare Brogan e dimostrare a sé stesso di non aver perso il suo tocco magico. Imbarcatosi in una catena di favori con diverse persone e grazie al prezioso aiuto di Wendy, Chuck riesce a far concedere a Brogan il porto d'armi. Axe e Hall si recano all'ambasciata del Qadir per capire che fine ha fatto Wags, irrintracciabile dalla sera precedente. Farhad sostiene di non sapere dove si trovi, benché l'ultimo segnale della cella telefonica lo localizzi proprio in ambasciata. Axe rifiuta di incontrare lo sceicco fino a quando non saprà che Wags è al sicuro. Convocato in ambasciata, Axe si sorprende nel trovarsi di fronte Andolov. Costui è il vero responsabile della scomparsa di Wags, giustificandosi con l'esigenza di proteggere il proprio investimento nella Tmc e gli intima di lasciare in pace Taylor. Avendo strada libera, Taylor può chiudere l'accordo con lo sceicco del Qadir. Sara comunica a Taylor che Danzing è stato riassunto da Axe. Quest'ultimo, ritrovato Wags, punta a danneggiare Taylor sfruttando la volubilità di Andolov, i cui capitali sono fondamentali per il business della Tmc. Chuck festeggia con il commissario di polizia Richie Sansome, colui che ha fatto ottenere il porto d'armi a Brogan, alla Sparks Steak House. Uscendo dal ristorante, Chuck ricorda che si trovano nel luogo in cui il 16 dicembre 1985 il boss Paul Castellano fu fatto uccidere da John Gotti, sottolineando come da quel momento New York non sia più stata la stessa.
- Ascolti USA: telespettatori 843.000 – rating 18-49 anni 0,18%[3]

## La riconquista del potere
- Titolo originale: Arousal Template
- Diretto da: Adam Bernstein
- Scritto da: Adam R. Perlman

### Trama
Axe ha deciso di buttarsi nel private equity, ma la sua strategia è quella di compiere investimenti inutili al solo fine di danneggiare Taylor. Wags ritiene prioritario invece trovare un partner e individua la figura giusta in Rebecca Cantu, abile manager nel settore delle pulizie, che aveva ammaliato Axe alla presentazione di un robot. Ben Kim e Tuk Lal, quest'ultimo un neoassunto della Axe Capital, scoprono che Rebecca con la sua società è il maggiore investitore della Eureka Building Solution, azienda concorrente che sottopaga i propri dipendenti, stranieri e sprovvisti di Green Card, ricattandoli con la minaccia di denunciarli all'immigrazione. Dopo aver dato appuntamento a Rebecca in un bar, Axe finisce a letto con lei. Kulbinder Darcha è nominato procuratore generale dello Stato di New York ad interim, riflettendo sulla possibilità di candidarsi alle elezioni. Sansome chiede a Chuck di indagare su Raul Gomez, amministratore del fondo pensionistico della polizia, sospettato di peculato. Wendy disapprova il modus operandi di Spyros, il quale sta spiando tutte le mail private dei dipendenti alla ricerca di traditori da consegnare ad Axe. Rudy prega Mafee, nominato da Taylor suo socio, di accelerare la sua assunzione alla Tmc, avendo bisogno di lavorare soprattutto ora che sua moglie è incinta. Taylor dà la sua benedizione, a condizione che Mafee si assuma la responsabilità dell'operato di Rudy. Per ottenere i capitali negati dalle banche, Andolov propone a Taylor di mettersi in affari con una coppia di suoi amici, i fratelli Kozlov.
Axe supplica Chuck di non colpire Raul Gomez, essendo stato suo socio in affari, cercando un obiettivo secondario che non lo danneggi. Chuck propone a Sansome di incastrare Michael Panay, capro espiatorio delle loro manovre, salvaguardando la posizione di Gomez. Chuck è inoltre determinato a candidarsi come procuratore generale dello Stato di New York, chiedendo a Sansome di avere l'appoggio del sindacato di polizia in cambio del ritorno del loro fondo pensione sotto il controllo della Axe Capital. Bryan minaccia Chuck che, se dovesse candidarsi, sarà pronto a usare l'artiglieria pesante per danneggiarlo. Tuk si fa assumere all'Eureka per raccogliere informazioni da dare in pasto a Kornbluth del Financial Journal. Rebecca ottiene così il controllo della Eureka, pur disprezzando Axe per averla incastrata con la notte trascorsa insieme. Sara sconsiglia Taylor di accettare i soldi dai Kozlov, altrimenti Andolov acquisirebbe troppo potere. Axe fa perdere i soldi ai Kozlov, costringendoli a chiamarsi fuori dalle trattative con la Tmc. Allora Taylor si accorda con Andolov affinché sfrutti la sua influenza per avere capitali da fonti terze, senza riceverli quindi direttamente da lui. Mafee comunica a Rudy che non se la sente di raccomandarlo per la Tmc. Sansome dà il suo endorsement a Chuck nella corsa a procuratore generale dello Stato di New York.
- Ascolti USA: telespettatori 790.000 – rating 18-49 anni 0,16%[4]

## L'uomo dei polli
- Titolo originale: Chickentown
- Diretto da: Neil Burger
- Scritto da: Lenore Zion

### Trama
Stearn ha individuato una speculazione di sicuro successo sull'indice del pollame in Arkansas, diffuso dal cosiddetto "uomo dei polli" che, essendo una persona piuttosto pigra, non verifica di persona le informazioni presso i produttori. Axe autorizza la speculazione. Charles vuole che Chuck partecipi all'inaugurazione del casinò a Kingsford, dovendo conquistare il cospicuo bacino elettorale del locale sindacato 1199. Chuck però non è dell'umore giusto, l'inizio di campagna elettorale lo sta stancando e inizia a soffrire di frequenti emicranie. A complicare ulteriormente la situazione ci pensa Lonnie, ancora arrabbiato per la lite a cena di alcuni mesi prima, che lo informa di un siluro pronto a colpirlo. Un giornalista di nome Lucien Porter sta infatti per pubblicare un articolo sul caso Sugar Vape, un'azienda che commercializzava aromi dannosi per i bambini. Chuck, all'epoca procuratore, scelse di non perseguire la Sugar Vape, a causa di legami esistenti tra i manager e la cerchia di suo padre. Nell'articolo Porter intervista Ray Cruz, l'informatore che Chuck abbandonò al suo destino, cagionandogli la bancarotta. Chuck incontra Ray Cruz, convincendolo a ritrattare le proprie dichiarazioni al giornalista che, prendendosela con Bryan e Kate, è costretto a cancellare il pezzo. La Axe Capital inizia a praticare front running nei confronti della Tmc. Taylor accoglie suo padre Douglas, venuto in visita alla Tmc, chiedendo il suo aiuto per elaborare un algoritmo basato sull'integrale sui cammini.
Il rapporto sull'indice del pollame è rinviato. Costretto a recarsi in Arkansas per appurare cosa è andato storto, Stearn scopre che l' "uomo dei polli" è morto. La disperazione di aver fallito, unita ai timori per le possibili ripercussioni sul suo lavoro, spingono Stearn a tentare una pazzia. L'uomo ruba un pollo affetto da influenza aviaria dal centro di quarantena per introdurlo nel pollaio sano e sterminare l'intera produzione. Axe e Wags intervengono prima che Stearn possa mettere in atto il suo folle piano, facendogli capire che può capitare a tutti di sbagliare, anche a chi come lui si è cullato nel mito dell'infallibilità. Bryan manda Kate a parlare con Ray Cruz, offrendogli la protezione federale per spronarlo a riprendere la vertenza contro la Sugar Vape. A questo punto l'articolo di Porter è regolarmente pubblicato, assestando un duro colpo a Chuck. Grazie a un sofisticato apparecchio di spionaggio israeliano installato da Hall, Axe riesce a fotografare l'algoritmo a cui stanno lavorando Taylor e suo padre. Studiando l'algoritmo, Axe si accorge che Taylor ha commesso un errore, evidentemente perché sapeva che l'avrebbe hackerata. Axe e Taylor si incontrano, stabilendo di siglare un armistizio tra le loro società. Dopo che suo padre lo ha costretto a non rimangiarsi la promessa, Chuck presenzia con Wendy all'inaugurazione del casinò e si mostra al meglio di sé con gli esponenti del sindacato. Assistendo a un concerto di Michael Bolton, Charles spiega a Chuck che deve imparare a resistere agli attacchi che subirà in campagna elettorale. Tutt'altro che convinto delle sue chance di vittoria, Chuck chiede l'aiuto di Axe per affrontare la campagna, promettendogli che gli restituirà il favore una volta tornato procuratore.
- Ascolti USA: telespettatori 824.000 – rating 18-49 anni 0,16%[5]

## La finestra di Overton
- Titolo originale: Overton Window
- Diretto da: Clement Virgo
- Scritto da: Brian Koppelman e David Levien

### Trama
(Wendy a Chuck.)
Il giorno delle primarie Axe ha fatto manomettere gli scuolabus che servono il principale feudo elettorale dell'avversario di Chuck, in modo tale che la bassa affluenza lo favorisca. Chuck però non accoglie la notizia con il dovuto entusiasmo, avendo saputo da suo padre che "Black Jack" Foley svelerà i suoi passatempi sadomaso con Wendy, compromettendo ogni sua chance di vittoria alle elezioni generali. Chuck deve quindi prepararsi ad abbandonare la corsa, soprattutto perché Foley, malato terminale con poche settimane di vita, ha già venduto il suo scomodo segreto sessuale a Jeffcoat in cambio dell'immunità federale per tutti i suoi eredi. Axe riceve una soffiata da Baton Rouge che in giornata avverrà l'esplosione di una cisterna, evento che produrrà una grave crisi all'intero settore del gas naturale. Axe si precipita in ufficio per avviare la speculazione, ma all'apertura della Borsa un inspiegabile black out mette fuori gioco tutti i terminali della Axe Capital. Impegnato a gestire la situazione di crisi in azienda, Axe manda Rebecca a silurare Evan Robards, amministratore delegato della Noor Tonight, azienda di cui possiede l'11% delle azioni, facendo ottenere tre seggi alla Axe Capital. Douglas chiede a Taylor di finanziare un suo progetto sugli alettoni a struttura reticolare, basato su inappuntabili modelli matematici.
Chuck si trova in mezzo a due fuochi. Da una parte Charles lo spinge a sfidare Foley a viso aperto, dall'altra Wendy reputa più opportuna una discreta ritirata prima che le conseguenze si aggravino. Chuck si presenta davanti ai giornalisti con un discorso scritto in cui annuncia il proprio ritiro dalla campagna elettorale. Quando viene il momento di parlare però ha un ripensamento e rivela di praticare sesso sadomaso tra le mura domestiche, volendo essere giudicato sul proprio operato e non per i suoi comportamenti privati. Questa mossa ha riscontri positivi sugli exit poll, facendogli ottenere la nomination per la elezioni. Fortemente imbarazzata per le conseguenze sociali di quanto è stato rivelato, Wendy preannuncia a Chuck che l'aver preferito la carriera politica al loro matrimonio avrà delle conseguenze. Contrattando le azioni alla vecchia maniera, la Axe Capital riesce a scaricare buona parte delle partecipazioni nel gas naturale prima dell'esplosione della cisterna. Anche la Tmc si è mossa in questa direzione, dopo che Mafee si è accorto di cosa stavano facendo i rivali. Hall scopre che a far saltare i computer della Axe Capital è stato un congegno di fabbricazione russa installato fraudolentemente nel loro server, il che fa ricadere la responsabilità dell'attacco su Andolov. Dopo aver accettato di finanziare il progetto del padre, Taylor contatta Wendy per darle la propria solidarietà e le propone di incontrarsi.
Un mese dopo. Chuck vince le elezioni ed è il nuovo procuratore generale dello Stato di New York. Come primo atto Chuck congela i beni di Andolov e lo espelle dagli Stati Uniti. A nulla valgono i tentativi di Andolov di ammaliare Chuck, determinato a dare immediata esecuzione al decreto di espulsione. Axe ferma Andolov prima che salga a bordo dell'aereo, annunciandogli che gli verranno restituiti i soldi che aveva in gestione presso la Tmc affinché, una volta che sarà tornato in Russia, non abbia motivi per vendicarsi.
- Ascolti USA: telespettatori 886.000 – rating 18-49 anni 0,19%[6]

## Un saluto adeguato
- Titolo originale: A Proper Sendoff
- Diretto da: Matthew McLoota
- Scritto da: Michael Russell Gunn

### Trama
Mentre il corpo del defunto Foley viene cremato, Chuck e Axe si incontrano per una pizzata insieme alle rispettive compagne. Alla vigilia del primo giorno di Chuck da procuratore generale dello Stato di New York, Axe lo sollecita a onorare la promessa di fargli avere lo scalpo di Taylor. Insediatosi nel nuovo ufficio, Chuck resta deluso dal clima d'indifferenza con cui viene accolto e apprende che la richiesta di emettere un mandato nei confronti di Taylor è stata respinta. Chuck chiede udienza a Bob Sweeney, eletto governatore dello Stato, scoprendo che Jeffcoat lo ha costretto a ridurgli i poteri per limitare il suo raggio d'azione. Wendy non ha ancora perdonato Chuck e, dopo un mese trascorso a crogiolarsi nella vergogna, torna in ufficio cercando di risultare invisibile. Axe si sente colto nel vivo quando John Rice, il figlio di uno dei suoi vecchi soci che ha potuto studiare a Princeton grazie alla borsa di studio per le vittime dell'11 settembre, gli restituisce il capitale che la Axe Capital aveva investito nella sua società. Taylor assume Lauren Turner, un'addetta alle relazioni con gli investitori, e decide di attaccare Axe sul suo lato debole, rappresentato dal fondo dei vigili del fuoco verso cui il suo rivale, dopo il divorzio da Lara, non vanta più alcun credito. Charles si rivolge all'influente faccendiere Jake Biancarosa per ottenere i permessi edilizi con cui costruire i Campi Elisi, un complesso residenziale intitolato ai Rhoades.
Chuck mette nel mirino Joe Scolari, presidente dell'Assemblea generale, raccogliendo informazioni scomode sul suo conto per barattarle con i pieni poteri del procuratore generale. Chuck si reca al funerale di Foley, dove prende la parola per annunciare l'epurazione di tutti i corrotti dal vertice dello Stato. L'FBI irrompe alla cerimonia ed effettua diversi arresti, tra cui quello di Scolari. Axe porta John a una battuta di pesca, passione che il giovane condivideva con il padre. Fingendo un'avaria al motore dell'imbarcazione, Axe prova a convincere John a tornare sui propri passi e tenere i soldi della Axe Capital. Le suppliche non hanno però alcun effetto su Joe, determinato a separare la sua strada da quella di Axe, avendo saputo dal padre della sua cattiva nomea. Tornati sulla terra ferma, Axe mostra a John un articolo appena pubblicato in cui l'operato della sua società è messo in cattiva luce, facendogli perdere tutti i suoi investitori e comportando gravi perdite. Lauren procura a Taylor un incontro con i vigili del fuoco, dove è abile a fare leva sul loro astio verso Axe per accettare l'offerta della Tmc che diventa gestore del loro fondo. Wendy riesce a superare l'imbarazzo per il sadomaso, affrontando i commenti negativi e le denigrazioni ricevuti sui social. Riconoscendo che Taylor è stata l'unica persona a difenderla, Wendy accetta la sua precedente proposta di incontro. Charles ha ottenuto i permessi di cui aveva bisogno per i Campi Elisi, ignorando che il Distretto Sud ha in pugno Biancarosa e lo sta facendo pedinare dall'FBI.
- Ascolti USA: telespettatori 751.000 – rating 18-49 anni 0,14%[7]

## Massima profondità ricreativa
- Titolo originale: Maximum Recreational Depth
- Diretto da: Jessica Yu
- Scritto da: Adam R. Perlman

### Trama
Wendy e Taylor si incontrano in una gelateria, ammettendo che, pur disprezzandosi a vicenda, in questo momento hanno bisogno l'una dell'altra. Bryan chiede a DeGiulio l'autorizzazione a intercettare i Rhoades. Informato da DeGiulio, Chuck gli regala un succoso caso di malasanità per ricambiare il rifiuto opposto a Connerty. Stanco di vivere da separato in casa, Chuck supplica Wendy di autorizzarlo a riprendere il sadomaso, mostrandole le ginocchia arrossate dai colpi che si sta autoinfliggendo per sopire lo stimolo sessuale. Tonelle e Karl, i nuovi sottoposti di Chuck alla procura dello Stato di New York, gli riferiscono che nei suoi viaggi Jeffcoat ha effettuato diverse soste alle Isole Cayman, noto paradiso fiscale. Chuck vola alle Cayman per intimare il signor Abington, direttore della banca, di seguirlo a New York per testimoniare. Victor Mateo è sotto indagine della SEC, rischiando seriamente l'incriminazione per insider trading. Un problema per Axe, poiché Victor ha sottoscritto un accordo con Taylor in cui lo stesso Bobby risulta coproprietario della sua società, quindi corresponsabile in caso di infrazioni. Dopo anni di attesa Wags è stato ammesso alla Kappa Beta Phi, società segreta che riunisce l'élite di Wall Street.
Tornato dalle Cayman, Chuck è accolto da Bryan e Kate che gli portano via il suo testimone. Wendy acconsente a far incontrare Chuck con una nuova dominatrice. Uscito malconcio dal primo incontro, Wendy ha paura che la gente possa pensare sia stata lei a ferire in quel modo il marito, ma Chuck afferma di avere una dipendenza e non potersi fermare. Chuck perde in tribunale contro i vecchi sottoposti del Distretto Est, incassando un verdetto sfavorevole dal giudice amico DeGiulio. In realtà Chuck è soddisfatto, poiché aveva fatto credere a Bryan di usare Abington per indagare il segretario al Tesoro Krakow, tenendosi libero per attaccare Jeffcoat. Quest'ultimo, subodorato l'imbroglio, apre gli occhi a Bryan prima che possa commettere l'errore di imbarcarsi in un'inutile crociata contro Krakow. Ricevuto il dossier Krakow da Kate, Chuck deve elaborare una strategia per contrattaccare. Rebecca sente che Axe non è ancora pronto a far salire di livello la loro relazione. Axe incontra Lara per comunicarle che ha deciso di allentare alcune condizioni poste nel loro precedente accordo, consentendole di potersi trasferire con i figli. Axe risolve la grana di Victor, imponendogli di tornare alla Axe Capital in cui dovrà sgobbare per riguadagnare la sua fiducia. Taylor ha scoperto che suo padre ha rubato il progetto dell'alettone alla sua vecchia azienda, da cui aveva fatto credere di essere stato ingiustamente licenziato. Messo alle strette, Douglas accetta di fare a modo di Taylor. Wags si presenta alla Kappa Beta Phi vestito da donna come prescrive il rituale di iniziazione, scoprendo che non risulta entrato tra i membri della società, in quanto vittima di un raggiro orchestrato da Ian Blackman, l'uomo al quale l'anno precedente aveva rubato la tomba. Wendy chiede i verbali delle sue sedute passate con Taylor, scovando il suo dolore per la relazione difficile con il padre. Wendy dà appuntamento a Mafee per farsi dire a cosa sta lavorando la Tmc. Riferendo l'informazione ad Axe, Wendy suggerisce ad aspettare prima di assestare a Taylor e suo padre il colpo fatale. Bryan chiede a un altro giudice l'intercettazione sui Rhoades, mostrando un filmato che attesta la connivenza tra il suo ex mentore e Degiulio.
- Ascolti USA: telespettatori 680.000 – rating 18-49 anni 0,15%[8]

## Il gioco infinito
- Titolo originale: Infinite Game
- Diretto da: Laurie Collyer
- Scritto da: Brian Koppelman e David Levien

### Trama
Larry Brogan, l'uomo a cui Chuck fece ottenere il porto d'armi, ha sparato al cane del vicino di casa mentre era ubriaco. Chuck deve adoperarsi affinché la vicenda non trapeli, altrimenti si verrebbero a scoprire tutti i traffici da lui orditi per concedere l'arma a una persona mentalmente instabile. Chuck propone al vicino di Brogan un risarcimento di 100.000 $, ma l'uomo vuole una cifra parecchio superiore e si dice pronto a divulgare pubblicamente l'accaduto. Intanto, Jeffcoat segnala a Krakow che Chuck sta indagando sui suoi affari alle Cayman. Allora Krakow si rivolge ad Axe, ignorando che adesso lui e Chuck sono alleati, e finisce direttamente tra le grinfie del procuratore che ha bisogno del suo aiuto per i propri problemi. Axe, Wags, Wendy e Rebecca si trovano nella pizzeria di Bruno per elaborare il piano d'azione contro Taylor. Axe incarica Rebecca di presentarsi a Taylor come cliente fortemente interessata a investire nel progetto del padre, formulando un'offerta che difficilmente la Tmc potrebbe rifiutare. A sorpresa Taylor dice no, sostenendo che l'accordo non chiarisce alcuni punti, quali ad esempio il fatto che suo padre non continui a dirigere il progetto. Costretto a cambiare strategia, non avendo messo in conto che Taylor avrebbe preferito il padre agli affari, Axe sfrutta le conoscenze di Krakow dentro il governo per smuovere Robert Beaufort, dirigente dell'International Trade Commission, il quale ordina il blocco del progetto per motivi di sicurezza nazionale. Wendy ha deciso di mettere in vendita la casa, non sopportando l'idea di vedere la sua famiglia sfaldarsi dopo gli attriti con Chuck. Quest'ultimo cerca di dissuaderla dal vendere, incolpando suo padre della propria dipendenza dal sadomaso, poiché lo ha fatto crescere con l'idea che le donne dovessero servire a soddisfare il piacere degli uomini. Taylor chiede aiuto a Wendy perché sua madre sta per venire a New York e ha bisogno dei suoi consigli per arredare un appartamento carino per i suoi genitori. Bruno sta pensando di vendere la pizzeria e trasferirsi in Florida per godersi la pensione, ma Axe gli suggerisce di mettersi in affari con lui e rinunciare all'idea folle di smettere di lavorare.
Taylor deve scegliere se imbarcarsi in un lungo contenzioso con il governo oppure rinunciare ai propri principi e rinunciare alla causa. Quando i pompieri minacciano di tirarsi fuori dal loro accordo in caso la Tmc dovesse avere altri clienti, Taylor deve giocoforza accettare l'assegno del governo per poter mantenere il controllo sul fondo dei pompieri. Douglas, pur ammettendo che ha dovuto far prevalere gli affari, biasima Taylor per aver lavorato con gente spregevole come la Axe Capital. Mafee si prende la colpa di aver parlato con Wendy, ma anche Taylor deve ammettere di averla incontrata diverse volte, esponendo il fianco agli avversari. Mafee si precipita alla Axe Capital, riempiendo Wendy di ingiurie e venendo allontanato dalla sicurezza prima che possa scoppiare una rissa con Stearn. Charles chiede l'ennesimo favore a Chuck, facendo uscire la Bank dalla black list per portare avanti il suo progetto dei Campi Elisi. La telefonata è intercettata da Bryan e Kate, pronti a usarla in futuro contro di loro. Chuck intanto risolve la questione Brogan, comprando un cucciolo con pedigree al vicino di casa, cui fa firmare un accordo di non divulgazione per chiudere l'incidente una volta per tutte. Comunicando la notizia a Brogan, Chuck lo avverte che adesso è in debito con lui e alla prossima stupidaggine gli farà togliere il porto d'armi. Rebecca invita Axe a riflettere sul fatto che deve lasciare libero Bruno di decidere cosa fare della sua vita, offrendogli l'ampiamente meritato riposo dopo una vita di lavoro. Axe compra la pizzeria, promettendo a Bruno che conserverà la filosofia da lui trasmessa in tutti questi anni. Chuck scopre che Wendy è sempre determinata a vendere la casa.
- Ascolti USA: telespettatori 741.000 – rating 18-49 anni 0,17%[9]

## Sfida sul ring
- Titolo originale: Fight Night
- Diretto da: Colin Bucksey
- Scritto da: Lenore Zion (soggetto); Alice O'Neill (sceneggiatura)

### Trama
Stearn e Mafee si sfideranno in un incontro di pugilato, il vincitore farà guadagnare svariati soldi alla propria azienda. Entrambi, tutt'altro che sportivi, si sottopongono a duri allenamenti per arrivare pronti a un incontro che vale più del denaro in palio. Chuck presenta un progetto pilota per introdurre il voto telefonico via blockchain alle elezioni, un modo per ampliare la partecipazione democratica di persone e comunità isolate. Il dipartimento di Giustizia fa ricorso contro la proposta di Chuck, il quale non può avere dubbi che dietro quest'opposizione c'è lo zampino di Jeffcoat. Hap Halloran, il presidente del comitato elettorale dello Stato, accoglie le obiezioni presentate da Bryan sul fatto che non sarebbe possibile garantire la sicurezza del voto elettronico, dando quindi parere contrario a Chuck. Costui approfondisce la questione con Halloran, appurando che l'uomo è mal disposto nei suoi confronti perché da procuratore ha fatto incriminare parecchi senatori a lui vicini. Taylor rilascia un'intervista televisiva in cui dichiara di aver avviato la vendita allo scoperto delle sue azioni presso le raffinerie, poiché la pratica del fracking sta per essere dichiarata illegale, aggiungendo che Axe è un dinosauro in via d'estinzione e il suo regno prima o poi avrà fine. Wendy è avvertita che l'Ordine dei medici ha avviato un'istruttoria nei suoi confronti che potrebbe comportarle la perdita della licenza. Wendy capisce che la denuncia è partita da Taylor.
Chuck incontra il consigliere Jane Halftown, rappresentante della tribù che ha venduto a Charles i terreni circostanti l'area dei Campi Elisi. Chuck concorda con Halftown di modificare l'accordo stipulato tra Charles e la tribù, incassando l'appoggio del consigliere nella battaglia sulla riforma elettorale. Per par condicio Axe può replicare alle dichiarazioni di Taylor nello stesso programma televisivo della precedente intervista. Axe accusa Taylor di condurre i propri affari con soggetti dai contorni etici poco chiari, oltre a essere una persona ingrata, come dimostra il siluramento di suo padre Douglas nel momento in cui non è stato più utile al suo business. Taylor telefona in trasmissione per ribattere direttamente ad Axe, pungolato sull'incapacità di tenersi stretti i propri clienti, a partire dai vigili del fuoco che hanno interrotto il rapporto con la Axe Capital per passare alla Tmc. Grazie all'intercessione di Chuck, Axe può incontrare il governatore Sweeney e ottenere la legalizzazione del fracking in cambio di una generosa sovvenzione alla sua campagna elettorale. Tayor aveva però previsto la mossa di Axe, acquistando un lotto di terreno che rende la Tmc proprietaria dei diritti sull'acqua, garantiti dalla legalizzazione del fracking. L'incontro di boxe tra Stearn e Mafee termina in parità, con entrambi i pugili esausti dopo un duello tutt'altro che apprezzato dal pubblico. Wendy accoglie la richiesta di Chuck e decide di non vendere la casa, dove sono conservati tutti i ricordi familiari, pur precisando che si tratta solo di un primo passo sulla via che conduce al perdono del marito. La polizia pone sotto sequestro il cantiere dei Rhoades, dopo che Jeffcoat ha minacciato il commissario Sansome di togliere i fondi alle forze speciali.
- Ascolti USA: telespettatori 761.000 – rating 18-49 anni 0,18%[10]

## Paladino d'America
- Titolo originale: American Champion
- Diretto da: Naomi Geraghty
- Scritto da: Adam R. Perlman

### Trama
Wendy supplica Chuck di trovare un modo per bloccare la procedura disciplinare dell'Ordine dei medici, dicendosi disposta a perdonarlo se ci riuscirà. Benché accusi la moglie di ipocrisia, in quanto gli sta chiedendo di ricorrere a quei sporchi trucchi che tanto disprezzava, Chuck accetta di occuparsi della questione e tal fine si reca in carcere per incontrare il dottor Gilbert. Provando a fare leva sui suoi agganci nel mondo medico, Chuck gli chiede informazioni sui membri della commissione etica che possano aiutarlo a far saltare il procedimento contro Wendy. Gilbert però collaborerà solamente a condizione di uscire di prigione, cosa che Chuck, non essendo più procuratore federale, non gli può garantire. Intanto, affrontando la grana del cantiere dei Campi Elisi con Charles, a Chuck viene un'idea per indagare sui liquami dei bagni chimici degli operai edili, sversati in Nuovo Messico. Rebecca è diventata amministratore delegato della Saler's, una catena di supermercati reduce dal fallimento. Taylor e la Tmc vogliono entrare nell'azionariato della Saler's, ma l'unico modo per riuscirci senza alzare il prezzo delle azioni e farsi scoprire da Axe è allearsi con Sanford Bensinger, il maggior creditore della catena. Lauren fissa un incontro tra Taylor e il figlio di Bensinger, Landry, il quale analizza gli affari da sottoporre al padre. Dopo aver avuto riscontri positivi, Lauren rivela di avere una cotta per Taylor e iniziano a baciarsi. Mentre Bonnie è corteggiata da Spyros e Stearn, Ben Kim vuole sapere da Wendy se esiste ancora Flagship, il fondo separato della Axe Capital per i dipendenti più importanti. Desiderando entrarci, Bonnie cede alle lusinghe di Stearn e gli concede un appuntamento.
Chuck si reca in Texas da Jeffcoat per sbloccare il cantiere. Incassato l'inevitabile rifiuto, Chuck contatta i sindaci delle località attraversate dal convoglio che trasporta i liquami, causando una crisi sanitaria nella contea di Jeffcoat. Sollecitato dal procuratore generale a risolvere la situazione, Bryan non ha però i margini per attaccare adesso i Rhoades. Kate scopre che Chuck è andato a trovare Gilbert in carcere. Bryan va dal dottore, il quale si rifiuta di commentare. Al momento di insediarsi come ad di Saler's, Rebecca è informata delle dimissioni di alcuni consiglieri perché c'è un nuovo acquirente, la Tmc. Memore dei suoi trascorsi negativi con Bensinger, Axe compra un grattacielo su cui l'imprenditore aveva messo le mani. Bensinger si reca alla Axe Capital, dove Rebecca gli presenta il suo ambizioso piano per rilanciare Saler's, convincendolo a rifiutare la proposta di Taylor. Bryan incontra il dottor Gus a una lezione di spinning, ricevendo una preziosa lezione sul rimuovere gli ostacoli prima che si ripresentino davanti a lui. Bonnie guida la rivolta dei dipendenti della Axe Capital per ottenere l'accesso a Flagship. Di fronte al rifiuto di Axe, secondo cui il fondo non esiste in quanto liquidato durante la causa legale con la procura, i dipendenti minacciano lo sciopero e Axe vuole sapere da chi è partita la soffiata su Flagship. Il colpevole è Danzing, il quale lo aveva saputo da Mafee durante una partita di basket. Axe ha capito che Bonnie è stata contattata da Taylor e prova a convincerla a restare, dandole accesso a Flagship. Taylor ammette la sconfitta, ma ha scoperto che il sentimentalismo di Axe verso Rebecca rappresenta il suo punto debole.
Bryan offre a Chuck un accordo che gli consentirebbe di salvare sia Charles, sbloccando il cantiere dei Campi Elisi, sia Wendy, scampandole l'indagine della commissione etica. In cambio Chuck deve rinunciare al suo progetto pilota di voto telefonico tramite blockchain. Riconoscendo l'abilità del vecchio allievo nel condurre il negoziato, Chuck gli oppone un inaspettato rifiuto, consapevole che se cede adesso non potrà ottenere una vittoria pesante in futuro. Chuck torna quindi a casa, comunicando affranto a Wendy di non poterle evitare la procedura disciplinare, anche se la moglie sembra aver capito che non si è impegnato abbastanza per aiutarla. Bryan bussa alla porta del dottor Gus, accettando la sua proposta di "rimuovere gli ostacoli".
- Ascolti USA: telespettatori 678.000 – rating 18-49 anni 0,15%[11]

## Il primo dell'anno
- Titolo originale: New Year's Day
- Diretto da: Adam Bernstein
- Scritto da: Brian Koppelman e David Levien

### Trama
Gli stati maggiori di Axe Capital e Tmc interrompono le vacanze natalizie per preparare Wendy e Taylor alla commissione etica. La strategia difensiva elaborata da Orrin consiste nel derubricare le loro sedute a coaching motivazionale, cosicché Wendy non possa essere accusata di violazione del segreto professionale. Naturalmente la linea di Taylor è l'esatto opposto, puntando a dimostrare che Wendy stava agendo da medico e quindi non poteva in alcun modo divulgare le informazioni relative alle loro sedute. L'avvocato difensore di Taylor è Lonnie, scelto perché conosce bene sia i Rhoades che Axelrod. Durante la simulazione Wendy appare nervosa, complice la presenza di Chuck che collabora con Orrin alla sua difesa, soprattutto dopo che il marito, poco fiducioso circa le possibilità di vittoria, le suggerisce di patteggiare una sospensione di sei mesi. Bryan e Kate ottengono l'autorizzazione del giudice Funt a installare dispositivi d'intercettazione nelle abitazioni di Chuck e Charles, dopo aver scoperto che Chuck ha appuntamento con i vertici della Bank, caduta nuovamente sotto restrizioni. Wags riferisce ad Axe che Taylor sta per acquisire la Kling, produttore di elettrodomestici che è il maggior fornitore di Saler's, preparandosi dunque ad attaccarlo nuovamente su quel fronte. Axe ha anche un altro problema, rappresentato da svariati quadri che aveva acquistato tempo prima, la cui transazione era protetta da una banca svizzera che ora intende comunicarla al governo americano. Sara ha saputo della relazione tra Taylor e Lauren, invitando il suo capo a maggior discrezione.
Krakow garantisce ai Rhoades un aiuto per sbloccare la Bank, pretendendo in cambio una fetta della torta. Bryan e Kate ascoltano la conversazione, ma non la possono utilizzare dal momento che Ira (presente all'incontro con Krakow) ha dichiarato di essere l'avvocato dei Rhoades. Dan Margolis aiuta Axe con i quadri, nascondendoli in un porto franco che gli schiverebbe il pagamento delle tasse. Wendy procura un'abbracciatrice professionista a Wags, rimasto deluso dopo aver perso l'orologio di famiglia alla festa di Capodanno, bruciando la propria vita dietro a relazioni senza senso con giovani ragazze. Axe sprona Wendy a vincere la sua battaglia, ricordando come sia stata importante nell'aiutarlo a erigere la Axe Capital dopo l'11 settembre, quando era vessato dai creditori e da chi lo accusava di aver prosperato sulla tragedia che colpì i suoi soci. Axe manda a casa i dipendenti, lasciando godere loro il resto delle vacanze prima della riapertura del mercato. Wendy si reca alla Tmc per chiedere a Taylor di non presentarsi all'udienza della commissione etica, facendo cadere ogni accusa. Taylor accetta di non presenziare, però vuole che Wendy deponga ugualmente per spiegare le proprie ragioni. Bryan chiede a suo fratello Jackie, uno spiantato dedito alle risse nei pub, di scassinare la cassaforte di Charles.
- Ascolti USA: telespettatori 729.000 – rating 18-49 anni 0,12%[12]

## Il latitante
- Titolo originale: Lamster
- Diretto da: Matthew McLoota
- Scritto da: Adam R. Perlman

### Trama
Chuck riceve nel cuore della notte la visita di suo padre, allarmato per aver scoperto le cimici dentro casa sua. Dopo aver incaricato il genitore di darsi alla fuga, Chuck telefona a Brogan perché vuole che, onorando il suo debito, gli dia una mano in questo frangente. Dopodiché Chuck chiede ad Axe di trovare qualcuno per forzare una cassaforte, assicurandogli che una volta sistemati i propri guai potrà come promesso dare la caccia a Taylor. Riuniti i propri uomini, Chuck architetta un diabolico piano per incastrare Jeffcoat. Davanti alla commissione etica Wendy si assume la colpa di aver manipolato le informazioni riservate di Taylor, andando incontro a una sicura condanna. Alla Tmc è il giorno dei bonus e Taylor mette i dipendenti davanti alla scelta se conservare i loro soldi nel fondo aziendale oppure se incassare subito il denaro. Saputo che la Kling sta per finire nei guai a causa di sfruttamento del lavoro minorile, Rebecca insiste affinché sia Axe a comprare Saler's. Bryan e Jackie si introducono in casa di Charles e riescono ad aprire la cassaforte, trovando al suo interno il documento firmato da Charles, Chuck e Krakow il primo dell'anno. I due escono appena prima dell'arrivo di Hall, incaricato da Axe di accedere alla cassaforte per conto di Chuck.
Gli uomini di Chuck hanno scoperto un giro di corruzione delle elezioni politiche che riconduce direttamente a Jeffcoat. Chuck implora Kate, nella quale è rimasto un briciolo della vecchia fedeltà verso di lui, di non ascoltare Bryan e aprire un'indagine federale su Jeffcoat. Axe incontra l'opposizione dei propri subordinati all'operazione Saler's, i cui margini di rischio andrebbero ben oltre i limiti fissati dallo statuto aziendale, accusandolo di aver perso il lume della ragione da quando conosce Rebecca. Persino Wendy, rientrata al lavoro agitata dopo la commissione etica, giudica sbagliata la mossa di Axe e lo invita ad aprire gli occhi sull'avvedutezza delle sue ultime decisioni. In ogni caso Rebecca, resasi conto che Axe rischiava di svenarsi per lei, chiude un accordo con Taylor che lo solleva dall'operazione. Mafee convince i colleghi a votare la fiducia a Taylor, lasciando i soldi nel fondo. L'unica a non gradire questa soluzione è Lauren, desiderando una scappatoia nel caso la sua relazione con Taylor non dovesse andare avanti. Charles viene arrestato dall'FBI a casa della fidanzata e condotto davanti a Jeffcoat, il quale gli offre la libertà in cambio dell'annientamento di Chuck da procuratore dello Stato di New York. Quando Jeffcoat menziona l'arresto dell'Idiota, colui che la procura ritiene il mediatore dell'affare Campi Elisi, Charles capisce che non ha in mano nulla e accetta di finire in prigione nell'attesa che si chiarisca la sua posizione. Taylor confida che, stante l'intesa con Rebecca, la guerra con Axe sia finita. Victor Mateo consegna ad Axe la prova che la Saler's detiene parecchio debito tossico, diventando una pericolosa mina per Rebecca e Taylor. Wags porta Wendy a ubriacarsi perché ha bisogno di toccare il fondo prima di potersi rialzare.
- Ascolti USA: telespettatori 782.000 – rating 18-49 anni 0,15%[13]

## Giochi estremi
- Titolo originale: Extreme Sandbox
- Diretto da: Colin Bucksey
- Scritto da: Brian Koppelman e David Levien

### Trama
Chuck concorda con Jeffcoat la rimozione del treno di letame in cambio del rilascio di Charles, rifiutando di dimettersi perché è giunto il momento di affrontare la battaglia finale contro di lui. Bryan brama di sapere chi sia l'Idiota menzionato dai Rhoades, ma Kate non intende riferirgli cosa ha sentito nella parte censurata dell'intercettazione. Ricorrendo a Jeffcoat, Bryan ottiene i mandati contro Krakow e la cassaforte dei Rhoades. Taylor annuncia ai propri dipendenti che la Tmc, liberandosi dall'abbraccio mortale con Axe, tornerà a operare sui quant. Chuck suggerisce ad Axe di incastrare Taylor trovando un ex dipendente che sia disposto a fare il lavoro sporco. Rebecca invita Wendy a una gita fuori porta per rigenerarsi dopo i suoi recenti guai professionali. Le due donne diventano amiche, riconoscendo che avevano bisogno entrambe di uno stacco prima di rituffarsi nel lavoro. Alla prima seduta del nuovo cda di Saler's, Axe annuncia lo stop all'acquisizione della Kling perché ha concordato con  Sanford Bensinger di cambiare completamente strategia, liquidando gli asset dell'azienda in cambio di generosi dividendi da distribuire agli azionisti. Rebecca è adirata con Axe, il quale ha approfittato della gita con Wendy per tramare alle sue spalle, chiudendo ogni rapporto con lui.
Axe chiede a Chuck di procedere all'arresto di Taylor, senza alcuna incriminazione, volendo che torni a lavorare alla Axe Capital. Il suo obiettivo è infatti quello di fare pressione su Taylor, affinché il suo ritorno all'ovile non sia legato ai soldi, bensì alla paura della giustizia. La commissione etica comunica a Wendy che non sarà sanzionata per il suo operato, ricevendo soltanto un richiamo. Wendy ignora che è stato Axe a versare un compenso alla commissione per chiudere il procedimento contro di lei. Bryan non resiste alla tentazione e trafuga la registrazione completa, scoprendo che il famigerato Idiota di cui parlavano i Rhoades era proprio lui perché, ascoltando quella parte della registrazione, avrebbe infranto la legge. Una squadra dell'FBI irrompe nell'ufficio e lo arresta. Chuck rivela a Bryan che lui e suo padre hanno messo in piedi questa farsa al preciso scopo di incastrare Jeffcoat, registrando attraverso un microfono installato sul bavero della giacca di Kate il momento in cui spronava Bryan a procurarsi il nastro illegalmente. Tornata a casa, Wendy scopre da un articolo che Axe ha donato 25.000.000 $ a una fondazione, indignandosi anche con Chuck che ha fatto finta di interessarsi al suo problema.
Chuck bracca Taylor dopo che ha trattato un investimento sul petrolio. Inscenando il suo arresto, Chuck usa il filmato come arma di ricatto per costringere Taylor a tornare alla Axe Capital. Chuck svela a Taylor che il suo piano è fingersi ancora alleato di Axe per poterlo distruggere. Axe incontra Taylor nella sala colloqui della procura, fissando le condizioni del suo rientro alla Axe Capital. La Tmc passerà sotto la bandiera della Axe Capital, Taylor fornirà le proprie competenze ad Axe e dopo un preciso lasso di tempo potrà tornare a lavorare in proprio. Lauren accetta di seguire Taylor alla Axe Capital, scoprendo che il suo capo intende fare il doppio gioco contro Axe per danneggiarlo. Wendy si presenta a casa di Axe per chiedergli ospitalità. Taylor e il suo team rientrano alla Axe Capital, con Axe che dà loro il bentornati. Chuck accetta di riprendere il sadomaso con una nuova dominatrice.
- Ascolti USA: telespettatori 793.000 – rating 18-49 anni 0,18%[14]